# Minéralocorticoïde
Les minéralocorticoïdes sont une classe de stéroïdes caractérisés par leur similarité avec l'aldostérone et leur influence sur le métabolisme hydrosodique. Leurs actions passent par leur liaison à un récepteur nucléaire spécifique, le récepteur des minéralocorticoïdes.

## Voies de synthèses

Les différentes voies de stéroïdogenèse incluant celle des minéralocorticoïdes, DOC et aldostérone.

Comme pour tous les stéroïdes, donc les minéralocorticoïdes, le précurseur est le cholestérol. La biosynthèse de l'aldostérone passe par une série de modifications enzymatiques transformant le cholestérol en pregnenolone déshydrogénée en 17 en progestérone, puis hydroxylée successivement en 21 pour former la désoxycorticostérone (DOC) et en 11 pour aboutir à la corticostérone précurseur commun des hormones corticoïdes. La corticostérone est oxydée en 18 par l'aldostérone synthase pour aboutir à l'aldostérone, principale hormone minéralocorticoïde chez l'humain ; chez les rongeurs, ce rôle est assuré par la corticostérone. Ces réactions sont effectuées par des enzymes cytosoliques ou mitochondriales de la famille des P450.

## Physiologie
Le principal minéralocorticoïde endogène chez l'homme est l'aldostérone. La déoxycorticostérone ou DOC, précurseur de la corticostérone, est également un minéralocorticoïde.
Le cortisol (glucocorticoïde), bien que n'étant pas considéré comme un vrai minéralocorticoïde, est capable de lier et d'activer efficacement le récepteur des minéralocorticoïdes, mimant les effets normalement assurés par l'aldostérone. La progestérone, en situation physiologique normale, est en revanche un anti-minéralocorticoïde dans la mesure où elle est un antagoniste naturel du récepteur des minéralocorticoïdes aussi puissant que la spironolactone (ou aldactone), l'antagoniste minéralocorticoïde prescrit dans certains traitements de l'hypertension artérielle.
L'existence d'une hormone sécrétée par les glandes surrénales était postulée depuis quelques années. L'aldostérone (alors appelée électrocortine) a été purifiée pour la première fois en 1953 par le couple Simpson et Tait qui en définirent la structure chimique l'année suivante. Elle est synthétisée par les glandes surrénales au niveau des cellules de la zone glomérulée du cortex surrénalien. Sa synthèse est régulée principalement par le système rénine-angiotensine-aldostérone, la concentration sérique de potassium, et l'ACTH.
L'action principale de l'aldostérone se situe au niveau du rein (essentiellement sur tubule distal) régulant de façon cruciale la réabsorption de sodium. L'aldostérone agît également sur les cellules endothéliales des vaisseaux sanguins (régulant partiellement la pression sanguine), sur le cœur (fibrose cardiaque), au niveau du système nerveux central (régulation de l'appétit sodé), ainsi que sur les glandes sudoripares (réabsorption de sodium).

## Mécanisme d'action
- Les effets des minéralocorticoïdes sur les cellules passent par un récepteur de la famille des récepteurs nucléaires, appelé récepteur des minéralocorticoïdes (ou MR).

- Les minéralocorticoïdes contribuent à la régulation de la pression artérielle ou homéostasie hydrosodée, en favorisant l'élimination urinaire du potassium et la rétention rénale du sodium, en cas de chute de la pression artérielle.

Cette voie de régulation est notamment initiée par celle de la rénine-angiotensine-aldostérone, activée lors de la diminution de la pression artérielle. 
Les glucocorticoïdes et les œstrogènes stimulent la synthèse hépatique de l'angiotensinogène, transformé en aval en d'angiotensine I par l'action de la rénine (synthétisée dans le rein), puis en angiotensine II par action de l'enzyme de conversion pulmonaire ACE (Angiotensin Converting Enzyme). L'angiotensine II agit ultérieurement sur la zone glomérulée du cortex surrénalien pour stimuler la production de l'aldostérone. Enfin, l'aldostérone induit la rétention rénale du sodium et l'élimination urinaire du potassium, conduisant à une réaugmentation de la pression artérielle.

## Physiopathologie
- Pour extrêmement peu de familles présentant une pathologie d'hypertension gravidique, il a été démontré une mutation dans le domaine de liaison du ligand du MR aboutissant à la reconnaissance de la progestérone comme un puissant agoniste.

## Pharmacologie
Un exemple de minéralocorticoïde de synthèse est la fludrocortisone. Deux importants inhibiteurs des minéralocorticoïdes utilisés en médecine sont la spironolactone et l'éplérénone.